# فرودگاه شهرستان سلینس
فرودگاه شهرستان سلینس (به انگلیسی: Salinas Municipal Airport) یک فرودگاه همگانی بهره‌برداری هوایی با کد یاتا SNS است که یک باند فرود آسفالت دارد و طول باند آن ۱۸۳۰ متر است. این فرودگاه در شهر سالیناس، کالیفرنیا کشور ایالات متحده آمریکا قرار دارد و در ارتفاع ۲۶ متری از سطح دریا واقع شده است.